# Punt d'unió de l'encebador
El punt d'unió de l'encebador (o primer) és una seqüència genètica on s'uneix un encebador de cadena simple d'ADN o ARN per començar la replicació o traducció. En anglès és conegut com el Primer Binding Site (PBS).
El punt d'unió de l'encebador del VIH és un element estructurat del genoma que consta de 18 nucleòtids, i com la resta dels retrovirus que s'uneix el tRNA a fi de començar la transcripció reversa.